# 今日朝鲜 (网站)

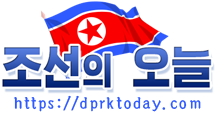
今日朝鲜标志

今日朝鲜是朝鲜民主主义人民共和国的宣传网站，于2014年创建。署名为“平壤牡丹峰编辑社”。该网站的服务器位于中国辽宁省沈阳市，以“朝鲜六·一五编辑社沈阳代表处”的名义进行备案。
由于威胁对邻国韩国进行核攻击而知名，曾经在2016年美国总统选举期间刊登了一篇赞成唐纳德·特朗普当选总统的文章。
除了新闻报道以外，该网站也同时提供朝鲜的宣传画、歌曲以及一些朝鲜的出版物等内容。